# Circolo della Caccia (Bologna)
Il Circolo della Caccia è un club per gentiluomini di Bologna.

## Storia
Il 1º ottobre 1888, presso la birreria Beletti fuori porta D'Azeglio, un gruppo di 31 persone appassionate di caccia e cinegetica (caccia con i cani), appartenenti alla nobiltà cittadina e all'alta borghesia costituisce la società dei cacciatori bolognesi.
La sede provvisoria è stabilita presso le sale superiori al Caffè dei Servi posto in Via Mazzini n. 39, presso cui, il 14 novembre 1888, si svolge la prima assemblea nel corso della quale viene approvato lo Statuto.
L'art. 1 dello Statuto recita: «La società intitolata Circolo della Caccia di Bologna è fondata allo scopo di occuparsi di quanto concerne gl'interessi della caccia nella provincia di Bologna e di procurare ai propri soci un'utile e gradevole riunione».
Il primo presidente è il Marchese Giovanni Salina Amorini, sostenuto da altri nobili della città, tra cui i Nuccorini, cacciatori e imprenditori che fondarono poi successivamente anche la riserva Daunia Risi presso il lago salso in Puglia.
Nel 1890 il circolo si trasferisce nelle sale poste sopra il Caffè dei Cacciatori in piazza Ravegnana.
L'anno successivo, la sede viene spostata in Via Rizzoli n. 33, per poi trasferirsi nel 1895 in via Mazzini n. 15.
Successivamente il sodalizio si stabilisce al primo piano dello stabile di via Farini n. 7, concesso in locazione dalla Banca d'Italia.
Nel 1894 venne creata una sezione di Tiro a volo.
Fra i soci illustri figura Guglielmo Marconi, aggregato nel 1917.
Nel 1927 il Circolo della Caccia si trasferisce nella sua sede attuale, nel Palazzo Zagnoni (poi Spada) in via Castiglione 25.
Nel 1934 confluisce nel circolo (che ha assunto la denominazione "autarchica" di "Unione Felsinea Caccia") il disciolto Circolo degli Scacchi.
Durante il periodo bellico i locali del Circolo vengono requisiti dal comando militare di Bologna; Viene nominato presidente onorario Benito Mussolini.
Al 28 aprile 1957 viene acquistata la proprietà dell'immobile che ospita il circolo.

## Sede
Sede del sodalizio è, dal 1927, palazzo Zagnoni, che si trova in Via Castiglione 25, nel centro di Bologna.
Il palazzo, preesistente, fu ricostruito nel 1764 su progetto dell'architetto Francesco Tadolini (uno fra i maggiori esponenti del neoclassicismo bolognese), per il marchese Giuseppe Zagnoni.
Nel 1802 il palazzo pervenne a Giuseppe Spada Veralli. Il principe Clemente Spada Veralli si adoperò perché il palazzo fosse abbellito con importanti decorazioni. Vi si possono quindi ammirare opere di Girolamo Dal Pane (autore fra l'altro della fresca rappresentazione delle divinità marine nella sala da bagno), sculture di Massimiliano Putti, ornati di Giuseppe Badiali e di Giuseppe Manfredini.
Presso l'attuale sede del circolo era stabilito l'appartamento privato del Cardinal Legato di Bologna.

## Attività
Il circolo ha circa 400 soci, tutti uomini.